# Baudri de Bourgueil
Balderico, Balderic, Baldric, Baudry o Baudri de Bourgueil o de Dol, latinizado como Baldericus Burgulianus, Burguliensis o Burgoliensis o Dolensis (Meung-sur-Loire hacia el 1060-Les Préaux, 5 de enero de 1130), fue un poeta e historiador francés, abad benedictino de Bourgueil y más tarde obispo de Dol-de-Bretagne entre 1107 y 1120.

## Biografía
Baudry de Bourgueil nació de una familia mediana en 1046 en Meung-sur-Loire, distante algunos kilómetros de Orleáns aguas abajo del río Loira. Tras cursar estudios en la escuela de Angers y de tener allí entre otros maestros al famoso Berengario de Tours, entró como monje en la abadía benedictina de Saint Pierre en Bourgueil, provincia de Anjou (1079), fue promovido a prior y se convirtió en abad al ser elegido por el capítulo local de su orden en 1089; el periodo de su abaciato (1089-1107) fue tal vez el más fecundo literariamente para él porque, además de sus tareas eclesiásticas, fue un miembro muy activo de la Escuela del Loira, un grupo de intelectuales y poetas en latín. En 1107 recibió del Papa Pascual II el nombramiento de obispo de Dol-de-Bretagne y asistió al Concilio de Clermont (1095) en que el Papa Urbano II confirmó la excomunión del rey Felipe I de Francia y de Bertrada de Montfort por bigamia y pidió la Primera Cruzada, y el Concilio de Troyes (1107) a instancias del Papa Pascual II. Viajó además tres veces a Roma (1108, 1116, 1123) y dejó el relato de un viaje que hizo a Inglaterra. Se distinguió como reformador de la disciplina monástica, pero fue suspendido de sus funciones como obispo en 1120 por el legado papal, acaso por las acusaciones de simonía que hizo contra él el obispo Ivo de Chartres o por su conspiración con ayuda de Bertrada de Monfort para lograr la sede episcopal de Orléans, y se retiró jubilado a Saint-Samson-sur-Risle, si bien, inquieto como era, aún visitó luego Bec, Fécamp, Saint-Wandrille y Jumièges. Se le recuerda como autor de contribuciones importantes a la historia de las Cruzadas, la poesía lírica en latín y la hagiografía y, reformador, se manifestó contra el contenido cada vez más flaco de los "rollos de muertos" o rollos funerarios, unos manuscritos transmitidos de abadía en abadía con ocasión de la muerte de cada monje.
Su obra poética se redactó casi en su totalidad mientras era abad de Bourgueil. Se conservan 256 poemas en casi exclusivamente un único manuscrito contemporáneo, probablemente una copia autorizada por su propio autor. Constituyen una amplia gama de formas y géneros poéticos, desde epitafios, adivinanzas y epístolas más largas a piezas como una defensa de la interpretación de la mitología griega y un poema de entusiasta alabanza a la condesa Adela de Normandía que describe algo muy parecido al tapiz de Bayeux en sus 1368 versos. Lo dominan dos grandes temas: el deseo de amistad (amor) -que incluye pedofilia-, en especial a una monja, Constanza, que admiraba fervientemente,  y el de entretenimiento por medio de una poesía jocosa y cortesana (iocus). Sus citas constantes e interpretaciones revelan un conocimiento y aprecio profundo de la obra de Ovidio, raro en su época.
Escribió, bajo el título de Historia Hierosolymitana, cuatro libros que narran la historia de la primera cruzada (1095-1099), publicados por el historiador Jacques Bongars (1546-1612). Su veracidad es muy alta, puesto que se funda en parte en testimonios de testigos presenciales y fue presentada para su corrección a Pedro, Abad de Maillezais, quien había acompañado a los cruzados. Entre sus otras obras destacan poemas sobre la conquista de Inglaterra y el reinado de Felipe I, una biografía de su amigo Roberto de Arbrissello, Vie de Robert d'Arbrissel, publicada por el jesuita Jean Bolland (1596-1665), y otras vidas de San Valeriano y de San Hugo de Rouen; por último, una carta a los monjes de la abadía de Fécamp que contiene materiales valiosos sobre las costumbres del pueblo bretón, al que detestaba y llamaba "escorpiones", y el ya referido viaje inglés.

## Obras
- La Vie du bienheureux Robert d'Arbrissel, fondateur de l'ordre de Fontevraud (per Baldéric, traduït per Sebastien Ganot). - Les Maximes de la vie spirituelle tirées de la vie de l'esprit et de la conduite du bienheureux Robert d'Arbrissel,... La Flèche, G. Griveau, 1648.
- Poèmes, T. I, texte établi, trad. et commenté par Jean-Yves Tilliette, les Belles lettres, 1998 ISBN 2-251-33637-0
- Poèmes, T. II, texte établi, trad. et commenté par Jean-Yves Tilliette, les Belles lettres, 2002 ISBN 2-251-33640-0
- Œuvres poétiques, édition critique publiée d'après le manuscrit du Vatican par Phyllis Abrahams, Genève, Slatkine, 1974.
- Oeuvres en prose (Textes hagiographiques), T. III, texte établi, trad. et commenté par Armelle Le Huërou, Les Belles Lettres, 2013 ISBN 978-2-251-33652-7